# Ca l'Almirall de la Font
Ca l'Almirall de la Font és una masia de Sant Pere de Ribes (Garraf) protegida com a Bé Cultural d'Interès Local.

## Descripció
Masia situada en una zona de feixes sobre l'antic camí de Sitges a Olivella, actualment dins de l'Urbanització de Can Lloses. És un edifici aïllat de planta basilical i tres crugies. Consta de planta baixa, pis i golfes i té la coberta a dues vessants amb el carener perpendicular a la façana. El frontis es compon simètricament segons tres eixos, definits amb obertures d'arc pla arrebossat, excepte el portal d'arc de mig punt adovellat i les dues finestres de les golfes d'arc rebaixat. La clau del portal es troba gravada amb la següent inscripció: "AVE MARIA / JOSEPH ALMIRALL/ U FEU ALS 22 DE JURIOL 1800". Les façanes laterals presenten diverses obertures d'arc pla arrebossat disposades de forma aleatòria, així com un portal d'arc rebaixat ceràmic de factura moderna a la façana de garbí. A la façana posterior hi ha adossats diversos cossos superposats, constituint un volum de quatre nivells d'alçat i amb un altell (que funciona com a caixa d'escala) que sobresurt respecte la resta de la construcció. Els cossos es prolonguen per les façanes laterals, el de garbí fins a tocar a un antic corral, del qual en resten dos arcs de mig punt de pedra. Al cos s'hi han fet diverses obertures de factura moderna, entre les que hi ha un gran portal d'arc escarser ceràmic. El cos de xaloc s'obre amb un portal d'arc escarser ceràmic amb brancals de pedra. Els murs estan acabats amb pedra vista, llevat de l'emmarcament de les obertures, que es troba arrebossat i pintat de color blanc. La masia ha estat reformada completament per habilitar-la com a casa rural, tot i que s'han mantingut bona part dels elements constructius i decoratius originals. A la crugia esquerra hi havia hagut la capella del mas, coberta amb volta catalana, la qual ha estat reformada i unida a la sala de l'entrada. Aquest espai, com la majoria de sostres de la planta baixa casa, està cobert amb volta de creueria. Entre les estances en destaca la llar de foc, les piques de pedra, l'alcova compartimentada, el forn de pa, les portes i part del mobiliari antic. Pel que fa a la planta semisoterrani, s'hi conserven diversos elements relacionats amb la producció de vi, com són el celler, els cups i les premses encastades, que recorden a les del celler de la propera masia de Can Pere de la Plana. Davant la façana de gregal, situat en una cota inferior, hi ha un cos annex obert amb un arc parabòlic, també emmarcat de color blanc.

## Història
La primera notícia que tenim del mas de Can Almirall de la Font data de l'any 1624, tot i que podria correspondre's amb l'antic mas Ferrer. El llinatge dels Almirall provenia d'una antiga masia ribetana: el Carç. Al cadastre de l'any 1739 hi figura un tal Pera Almirall de la Font, mentre que l'any 1764 ja es troba en mans de Christobal Almirall de la Font. Més endavant, en el llibre d'Apeo de l'any 1847, la masia pertanyia a Christobal Almirall. Davant la casa hi ha una deu d'aigua que alguns autors han identificat com la font d'Anastasi (documentada al segle X), que ha acabat incorporant-se a la denominació de la casa. Al voltant del segle xix s'hi va fer una reforma important, tal com ho testimonia la inscripció del portal (1800). Els últims masovers hi van viure fins a l'any 1979. Més endavant, va ser restaurada per habilitar-la com a allotjament rural de luxe.